# جنبش اردو

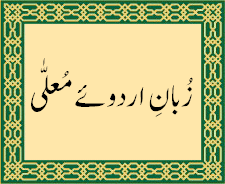
زبان اردوی معلی نوشته‌شده به اردو

جنبش اردو (اردو: اردو تحریک) یک جنبش سیاسی-اجتماعی بود که هدف آن تبدیل زبان اردو به زبان فراگیر و نشانه هویت فرهنگی و سیاسی جوامع مسلمان در شبه‌قاره هند در زمان استعمار انگلیس بود. این جنبش با سقوط امپراتوری گورکانی در میانه سده نوزدهم میلادی آغاز و با جنبش علیگر سید احمد خان هندی تقویت شد. این جنبش مسلم لیگ و جنبش پاکستان را به شدت تحت تأثیر قرار داد.